# The Promise
The Promise ist ein Album, das von Bruce Springsteen 2010 auf Columbia Records veröffentlicht wurde. Es ist eine Kompilation mit bisher unveröffentlichten Aufnahmen aus den Sessions für das Album Darkness on the Edge of Town. Daneben gibt es noch eine Box, die zusätzlich drei DVDs enthält (The Making of Darkness on the Edge of Town – vorgestellt auf dem Toronto Film Festival, Regie: Thom Zimny; 2 Liveauftritte-Paramount im Theatre in Asbury Park, New Jersey; Houston ’78 Bootleg: House Cut). Auf einer dritten CD befindet sich eine digital bearbeitete Version von Darkness at the Edge of Town.

## Hintergrund
Springsteen sagte über das Album bei der Vorstellung des Filmes auf dem Filmfestival in Rom:
„Es hat am meisten Spaß gemacht, beim Zusammenbauen des Ganzen die Musik wiederzufinden, an der wir damals wirklich hart gearbeitet haben, die aber nicht auf die Platte gepasst hat. Die Songs geben eigentlich ein ganz eigenes Album ab. Sie waren sehr sorgfältig arrangiert und so viel lag einfach rum in den vergangenen 30 Jahren. Es war toll, alles zusammenzusetzen und es den Fans zu zeigen.“

## Titelliste
CD 1
1. Racing in the Street (’78) – 6:49
2. Gotta Get That Feeling – 3:17
3. Outside Looking In – 2:16
4. Someday (We’ll Be Together) – 5:35
5. One Way Street – 4:19
6. Because the Night – 3:25
7. Wrong Side of the Street – 3:34
8. The Brokenhearted – 5:19
9. Rendezvous – 2:37
10. Candy’s Boy – 4:38

CD 2
1. Save My Love – 2:36
2. Ain’t Good Enough for You – 4:01
3. Fire – 4:08
4. Spanish Eyes – 3:50
5. It’s a Shame – 3:14
6. Come On (Let’s Go Tonight) – 2:18
7. Talk to Me – 4:20
8. The Little Things (My Baby Does) – 3:17
9. Breakaway – 5:30
10. The Promise – 5:52
11. City of Night
The Way (versteckter Titel) – 7:08[2]

## Rezeption

### Rezensionen
- Thom Jurek (Allmusic): The Promise stands on its own as a great Bruce Springsteen record. (The Promise steht für sich als große Bruce-Springsteen-Aufnahme.)[2]
- Alex Denney (BBC Review): An indispensible portrait of an artist at the top of his game. (Ein unverzichtbares Porträt eines Künstlers auf dem Höhepunkt seines Schaffens.)[3]
- Mark Richardson (Pitchfork): This is a trove, a vast clearinghouse from a fertile period, the product of which turned out to be one terrific album. (Das ist ein Schatz, eine Abrechnung aus einer fruchtbaren Periode, das Produkt, das sich dann als großartiges Album herausstellt.)[4]
- Josef Gasteiger (laut.de): Dass Bruce Springsteen trotzdem Lieder wegwirft, für die andere Künstler töten würden, ist die in Stein gemeißelte Wahrheit des Rock’n’Roll.[5]
- Web.de: Bewertung: ausgezeichnet[6]

### Chartplatzierungen
| ChartsChartplatzierungen       | Höchstplatzierung | Wochen |
| ------------------------------ | ----------------- | ------ |
| Deutschland (GfK)              | 1 (16 Wo.)        | 16     |
| Österreich (Ö3)                | 5 (12 Wo.)        | 12     |
| Schweiz (IFPI)                 | 9 (12 Wo.)        | 12     |
| Vereinigte Staaten (Billboard) | 16 (9 Wo.)        | 9      |
| Vereinigtes Königreich (OCC)   | 7 (10 Wo.)        | 10     |

| ChartsJahrescharts (2010) | Platzierung |
| ------------------------- | ----------- |
| Deutschland (GfK)         | 46          |

### Auszeichnungen für Musikverkäufe
| Land/Region                  | Auszeichnungen für Musikverkäufe (Land/Region, Auszeichnung, Verkäufe) | Verkäufe |
| ---------------------------- | ---------------------------------------------------------------------- | -------- |
| Dänemark (IFPI)              | Gold                                                                   | 15.000   |
| Deutschland (BVMI)           | Gold                                                                   | 100.000  |
| Irland (IRMA)                | Platin                                                                 | 15.000   |
| Italien (FIMI)               | Platin                                                                 | 60.000   |
| Schweden (IFPI)              | Platin                                                                 | 40.000   |
| Spanien (Promusicae)         | Gold                                                                   | 30.000   |
| Vereinigte Staaten (RIAA)    | Gold                                                                   | 500.000  |
| Vereinigtes Königreich (BPI) | Gold                                                                   | 100.000  |
| Insgesamt                    | 5× Gold · 3× Platin ·                                                  | 870.000  |

Hauptartikel: Bruce Springsteen/Auszeichnungen für Musikverkäufe